# Liste der Fahnenträger der Olympischen Sommerspiele 1908

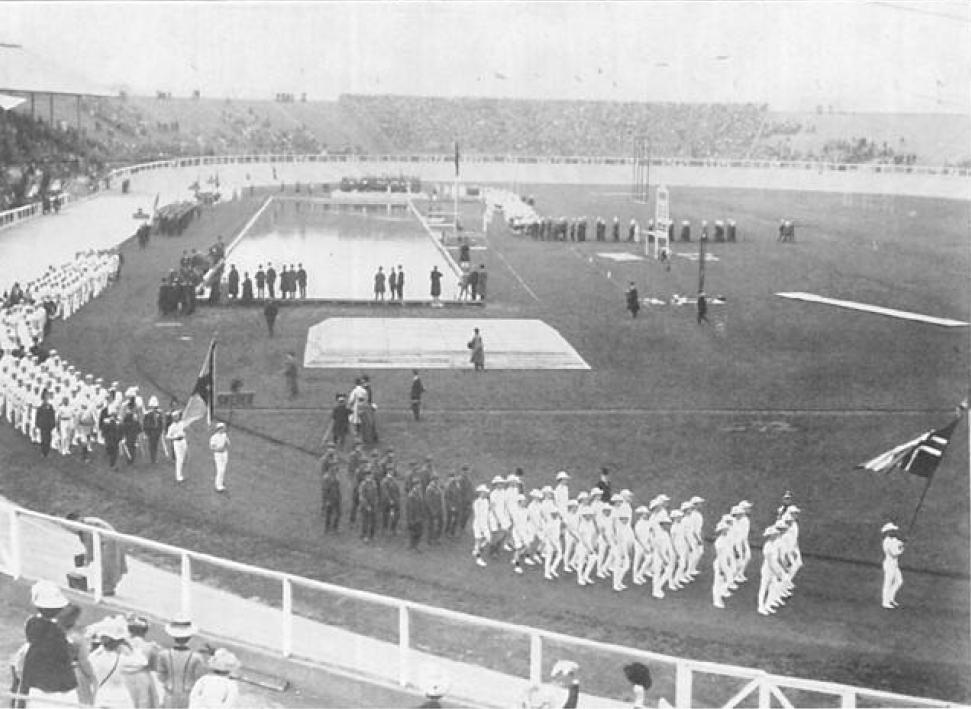
Einmarsch der Nationen

Die Liste der Fahnenträger der Olympischen Sommerspiele 1908 führt die Fahnenträger bei der Eröffnungsfeier auf.
Beim Einmarsch der Nationen zogen die Athleten aller teilnehmenden Länder ins White City Stadium ein. Bei der Eröffnungsfeier wurden die einzelnen Teams von einem Fahnenträger aus den Reihen ihrer Sportler oder Offiziellen angeführt, der entweder von ihrem jeweiligen Nationalen Olympischen Komitee (NOK) oder von den Athleten selbst bestimmt wurde. Hinter dem Fahnenträger marschierten die Athleten in Vierer-Reihen ein. Finnland und Russland waren in Personalunion miteinander verbundene Staaten, sandten jedoch getrennte Mannschaften.

## Reihenfolge
Die Länder betraten das Stadion in alphabetischer Reihenfolge in der Sprache der Gastgebernation, in diesem Fall also Englisch. Ausnahmen bildeten Finnland, das nach den europäischen Staaten einmarschierte sowie die Vereinigten Staaten die vor den britischen Kolonien einmarschierten. Die Delegation Großbritanniens lief als Gastgebernation als letzte ein. Argentinien, Island, das Osmanische Reich, die Schweiz und das Russische Reich nahmen zwar an den Wettkämpfen teil, marschierten jedoch nicht bei der Eröffnungsfeier ein.

## Liste der Fahnenträger
Nachfolgend führt eine Liste die Fahnenträger der Eröffnungsfeier aller teilnehmenden Nationen auf, sortiert nach der Abfolge ihres Einmarsches. Die Liste ist zudem sortierbar nach ihrem Staatsnamen, nach Mannschaftskürzel, nach Anzahl der Athleten, nach dem Nachnamen des Fahnenträgers und dessen Sportart.

### Nach Nationen
| Abfolge | Nationalmannschaft | Englischer Name | Kürzel | Athleten | Fahnenträger        | Sportart                   |
| ------- | ------------------ | --------------- | ------ | -------- | ------------------- | -------------------------- |
| 1       | Österreich         | Austria         | AUT    | 7        |                     |                            |
| 2       | Belgien            | Belgium         | BEL    | 88       |                     |                            |
| 3       | Böhmen             | Bohemia         | BOH    | 19       | Miroslav Šustera    | Leichtathletik / Ringen    |
| 4       | Dänemark           | Denmark         | DEN    | 79       | Aage Holm           | Schwimmen                  |
| 5       | Frankreich         | France          | FRA    | 363      | Émile Demangel      | Radsport                   |
| 6       | Deutsches Reich    | Germany         | GER    | 81       | Wilhelm Kaufmann    | Turnen                     |
| 7       | Griechenland       | Greece          | GRE    | 20       | Nikolaos Georgandas | Leichtathletik             |
| 8       | Niederlande        | Holland         | HOL    | 113      | Jan de Boer         | Turnen                     |
| 9       | Ungarn             | Hungary         | HUN    | 63       | István Mudin        | Leichtathletik             |
| 10      | Italien            | Italy           | ITA    | 68       | Pietro Bragaglia    | Offizieller                |
| 11      | Norwegen           | Norway          | NOR    | 69       | Oskar Bye           | Turnen                     |
| 12      | Schweden           | Sweden          | SWE    | 168      | Erik Granfelt       | Turnen                     |
| 13      | Finnland           | Finland         | FIN    | 67       | Bruno Zilliacus     | Leichtathletik             |
| 14      | Vereinigte Staaten | United States   | USA    | 112      | Ralph Rose          | Leichtathletik / Tauziehen |
| 15      | Australasien       | Australasia     | ANZ    | 32       | Henry Murray        | Leichtathletik             |
| 16      | Kanada             | Canada          | CAN    | 87       | Edward Archibald    | Leichtathletik             |
| 17      | Südafrika          | South Africa    | RSA    | 14       | Doug Stupart        | Leichtathletik             |
| 18      | Großbritannien     | United Kingdom  | GBR    | 676      | Kynaston Studd      | Offizieller                |

| Kein Einmarsch     | Kein Einmarsch  | Kein Einmarsch | Kein Einmarsch |
| Nationalmannschaft | Englischer Name | Kürzel         | Athleten       |
| ------------------ | --------------- | -------------- | -------------- |
| Argentinien        | Argentina       | ARG            | 1              |
| Russisches Reich   | Russia          | RUS            | 6              |
| Schweiz            | Switzerland     | SUI            | 1              |
| Osmanisches Reich  | Turkey          | TUR            | 1              |

### Nach Sportarten
| Sportart       | Nationen                                                                                               | Anzahl |
| -------------- | --- | ------ |
| Leichtathletik | Australasien – Böhmen 1 – Finnland – Griechenland – Kanada – Südafrika – Ungarn – Vereinigte Staaten 1 | 8      |
| Radsport       | Frankreich                                                                                             | 3      |
| Ringen         | Böhmen 1                                                                                               | 2      |
| Schwimmen      | Dänemark                                                                                               | 2      |
| Tauziehen      | Vereinigte Staaten 1                                                                                   | 1      |
| Turnen         | Deutsches Reich – Niederlande – Norwegen – Schweden                                                    | 1      |
| Offizieller    | Großbritannien – Italien                                                                               | 2      |
| unbekannt      | Belgien – Österreich                                                                                   | 2      |
| Kein Einmarsch | Argentinien – Island – Osmanisches Reich – Russisches Reich – Schweiz                                  | 5      |